# 보드로그강
보드로그강(슬로바키아어: Bodrog, 헝가리어: Bodrog)은 슬로바키아 동부와 헝가리 북동부를 흐르는 강으로 길이는 67 km, 유역 면적은 11,552 km2이다. 보드로그강과 접한 주요 도시로는 샤로슈퍼터크, 토커이 등이 있다.